# Filago mauritanica
Filago mauritanica là một loài thực vật có hoa trong họ Cúc. Loài này được (Pomel) Dobignard mô tả khoa học đầu tiên năm 2007.